# La Femme de nulle part
Pour plus de détails, voir Fiche technique et Distribution.
La Femme de nulle part est un film muet français réalisé par Louis Delluc, sorti en 1922.
Ce film est considéré comme son chef-d'œuvre. Alors quasiment ignoré par le public, il fit l'unanimité dans la presse : « le plus beau film français que nous ayons jusqu'à ce jour » affirmait le journal L'Ère Nouvelle. Le film a été financé avec l'aide de l'éditeur Félix Juven. L'affiche a été dessinée par Bernard Bécan.

## Synopsis
« Une femme âgée, usée, finie, fait un ultime pèlerinage à la maison qu'elle quitta pour son malheur il y a trente ans, elle y retrouve une jeune femme dans la même situation et surtout l'image de ses heures de joies, et elle ne regrette pas d'avoir payé si durement le bonheur enfui. Ces thèmes me tourmentent et me poursuivent. Ces évocations doivent trouver chez le spectateur une compréhension profonde. Chacun a une chose en lui ou une histoire qu'il croit morte et que les fantômes de l'écran ont tôt fait de ranimer. » Louis Delluc

## Fiche technique
- Titre : La Femme de nulle part
- Réalisation : Louis Delluc
- Scénario : Louis Delluc
- Photographie : Alphonse Gibory et Georges Lucas
- Décors : Robert-Jules Garnier et Francis Jourdain
- Musique : Jean Wiener
  - En 1993, à la demande de la Cinémathèque Royale de Bruxelles et des Giornate del Cinema Muto à Pordenone en Italie, Wim Mertens composa une musique d'accompagnement (album Epic that never was).
- Producteur : Félix Juven
- Société de distribution : Cosmograph (Paris)
- Pays de production :  France
- Tournage : entre décembre 1921 et février 1922
- Lieux : Paris et Italie (extérieurs près de Gênes)
- Format : Noir et blanc - Muet - 1,33:1 - 35 mm - Son mono
- Métrage : 1 700 mètres
- Genre : Film dramatique
- Durée : 61 minutes
- Date de sortie : 
  - France : 22 juillet 1922

## Distribution
- Ève Francis : l'inconnue de cinquante ans
- Gine Avril : la jeune femme
- Roger Karl : l'époux
- André Daven : le jeune amant
- Michel Duran : l'amant d'autrefois
- Noémie Scize : la nurse
- Pauline Carton[1]

## À noter
- En septembre 1922, Louis Delluc échange avec l' Allemagne les droits de diffusion de La Femme de Nulle Part contre ceux de Nosferatu le Vampire de Murnau[2].